# Johnny Russell (Sänger)
Johnny Bright Russell (* 23. Januar 1940 in Sunflower, Mississippi; † 3. Juli 2001) war ein US-amerikanischer Country-Musiker und Songwriter.

## Anfänge
Johnny wuchs im ländlichen Mississippi auf, wo er seit frühester Kindheit intensiv mit Country-Musik in Berührung kam. Als er elf Jahre alt war, zog seine Familie nach Fresno, Kalifornien. Er nahm erfolgreich an Talentwettbewerben teil und arbeitete bei einer lokalen Radiostation als Diskjockey. Es folgten Auftritte in der örtlichen Clubszene.
1958 nahm er eine Single mit einem selbst geschriebenen Song auf: In a Mansion Stands My Love. Chet Atkins wählte diesen Titel als B-Seite der Jim-Reeves-Single He’ll Have to Go aus, die zu einem Riesenhit wurde.

## Karriere
Russell konnte seine neu gewonnenen Popularität zunächst nicht in Schallplattenerfolge umsetzen und konzentrierte sich deshalb auf das Schreiben von Songs. Sein endgültiger Durchbruch als Songwriter gelang 1963, als sein Act Naturally von Buck Owens interpretiert zu einem Nummer-eins-Hit wurde. Bemerkenswerterweise nahmen wenig später sogar The Beatles dieses Stück auf. Auch andere waren mit seinen Liedern erfolgreich, darunter etablierte Stars wie Loretta Lynn, Del Reeves oder Patty Page.
1971 unternahm er einen weiteren Anlauf als Interpret und unterschrieb bei RCA einen Schallplattenvertrag. Seine erste Top-20-Platzierung gelang 1973 mit Catfish John. Im gleichen Jahr erreichte er mit Rednecks, White Socks and Blue Ribbon Beer seinen größten Erfolg. Die Single rückte bis auf Platz vier der Country-Charts vor und gilt als sein bekanntester Song. In den folgenden Jahren gelang es ihm nur selten, über die mittlere Region der Top 100 hinauszukommen.
1980 wechselte er zum Mercury Label, aber auch hier verkauften sich seine Platten nicht sonderlich gut. Andere Interpreten dagegen waren mit seinen Songs erfolgreicher. 1982 schafften die Statler Brothers mit seinem You’ll Be Back (Every Night in My Dream) und 1984 George Strait mit Let’s Fall to Pieces Together Top-Hits. Johnny Russell wurde 1985 Mitglied der Grand Ole Opry, wo er sowohl als Sänger als auch als Komiker auftrat.
Der stark übergewichtige Musiker wurde aber zunehmend durch gesundheitliche Probleme beeinträchtigt. Er litt an Diabetes und hatte Ende der 1980er Jahre mehrere Herzinfarkte. Hinzu kam eine Leukämie-Erkrankung, an der er am 3. Juli 2001 starb.

## Diskografie (Alben)
- 1971 – Mr. & Mrs. Untrue
- 1973 – Rednecks, White Socks and Blue Ribbon Beer
- 1973 – Catfish John/Chained
- 1974 – She’s in Love with a Rodeo Man
- 1975 – Here Comes Johnny Russell
- 1987 – Mr. Entertainer